# Петерсен, Иоганн

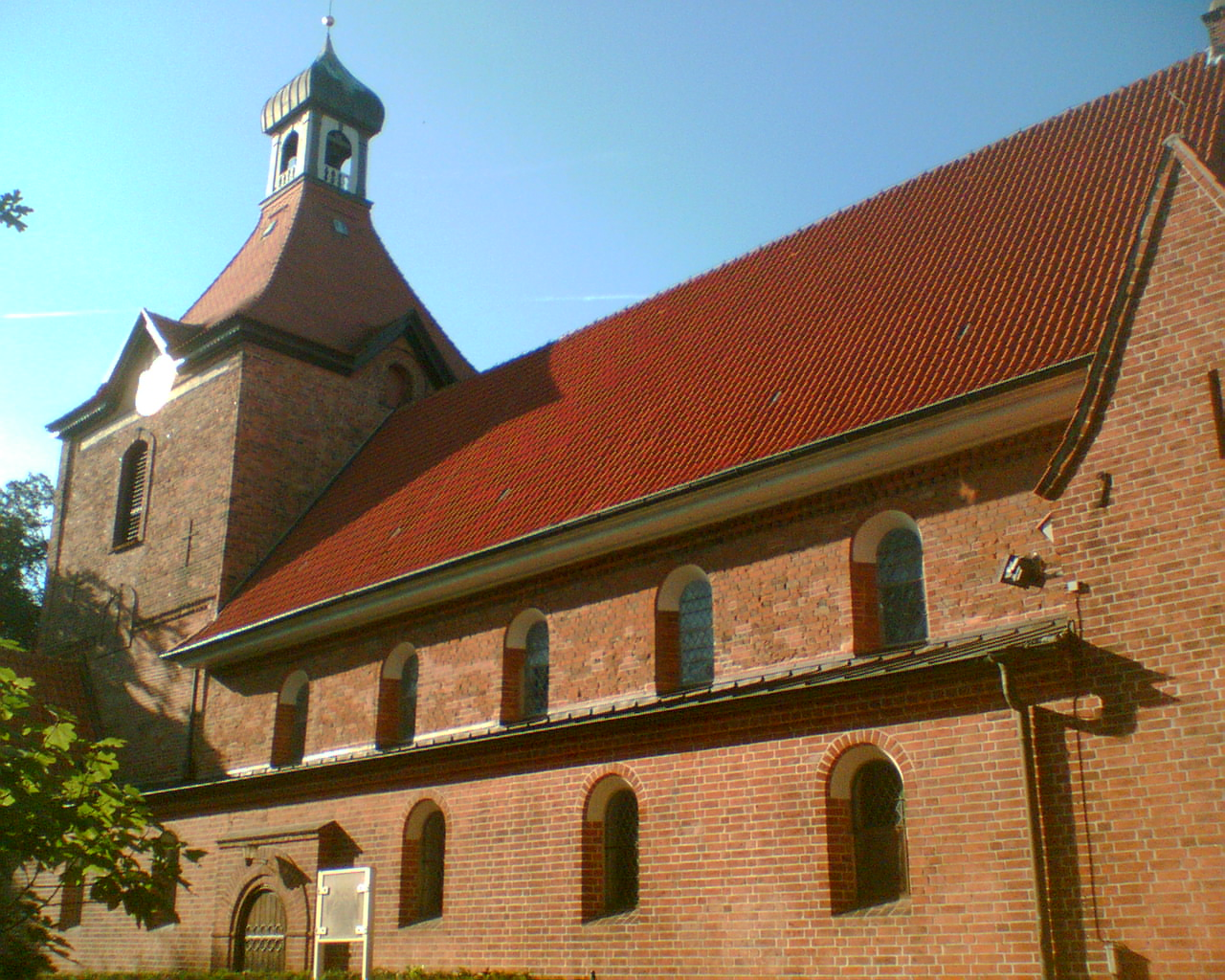
Церковь Святого Иоанна в г. Ольденбург-ин-Хольштайн, XII—XIV вв.

Заглавная страница Любекского издания «Хроники земли Голштинской» 1614 г.

Иоганн Петерсен, или Иоганнес Петерсен (нем. Johann Petersen; около 1500, Хойсдорф — 1552, Ольденбург-ин-Хольштайн) — голштинский священник и летописец, автор «Хроники земли Голштинской» (нем. Chronica der Lande zu Holstein).

## Биография
Биографических сведений немного, тем более что в источниках упоминается два одноимённых пастора, служивших в XVI столетии в Ольденбурге практически одновременно. Однако исследования немецких историков второй половины XIX века, в частности, Иоганна Генриха Любкерта, позволили утверждать, что автором хроники, скорее всего, являлся старший из них, сын кузнеца из Шусторфа (нем. Sustorff), рукоположенный в сан в 1531 году, когда ушёл на покой его предшественник Иоганн Прегель, последний настоятель местного кафедрального собора Св. Иоанна. Сменивший его Иоганн Петерсен перешёл в 1544 году в лютеранство, сделавшись первым в Ольденбурге протестантским проповедником. Получив, по-видимому, неплохое образование, он прослыл весьма начитанным человеком и скончался в 1552 году. 
Не позже 1550 года написал обстоятельную «Хронику земли Голштинской» (нем. Chronica der Lande zu Holstein), в первых своих изданиях носившую название «Хроники, или Временника земель Гольштейн, Штормарн, Дитмаршен и Вагрии, о тех, кто управлял этими странами, что происходило в них до Рождества Христова и после вплоть до 1531 года, а также об их верованиях, обычаях, привычках, войнах и преобразованиях. Кем основано было тамошнее епископство, с приложением перечня предстоятелей Гамбурга, Ольденбурга и Любека. Также об основании, развитии Гамбурга и Любека, и реформации в них. Кроме того, о том, как герцогство Шлезвиг сделалось владением графов Голштинских, и с кем из соседей когда вело оно войну».
Возможным заказчиком хроники был герцог Адольф Гольштейн-Готторпский, основатель Гольштейн-Готторпской линии Ольденбургской династии, в 1544 году разделивший земли Шлезвига и Гольштейна со своим братом датским королём Кристианом III и всецело заинтересованный в подтверждении своих феодальных прав. Основанная, главным образом, на «Голштинской хронике пресвитера из Бремена» (лат. Chronicon Holtzatiae auctore presbytero Bremensi) середины XV в. и исторических трудах Альберта Кранца «Вандалия» (лат. Vandalia, 1519) и «Саксония» (лат. Saxonia, 1520), она представляет собой важный источник для изучения истории Шлезвиг-Гольштейна и Скандинавии конца XV — первой трети XVI века. Особую ценность представляет собой её доведённая до 1532 года последняя часть, включающая, в частности, описание исторического сражения при Хеммингштедте (1500) и реформации в Шлезвиге и Голштинии.
«Хроника земли Голштинской» Иоганна Петерсена изначально была написана на средненижненемецком языке, но оригинал её утерян был ещё в старину. Однако уже после смерти автора она переведена была на верхненемецкий язык и впервые напечатана в 1557 году во Франкфурте-на-Майне Доминикусом Дрёвером из Гослара, и затем переиздана в 1599 и 1614 годах в Любеке, а в 1627 году в Ринтельне. Комментированный перевод её на современный немецкий язык издан был впервые в 1827 году в Альтоне Эрнстом Кристианом Крузе под заглавием «Хроника, или Временник земель Голштинии, Штормарна, Дитмаршена и Вагрии» (нем. Chronica oder Zeitbuch der Lande zu Holstein, Stormarn, Ditmarschen und Wagrien). Франц Ксавер фон Вегеле в своей «Истории немецкой историографии» (1885) называет сочинение Иоганна Петерсена «несомненно, одной из лучших региональных историй первой половины XVI века».

## Издания
- Petersen Johannes. Chronica oder Zeitbuch der Lande zu Holsten, Stormarn, Ditmarschen und Wagern, wer dieselben Lander regiert, was sich vor Christi Geburt biss an das 1531 Jahr darinne zugetragen. Item von ihren Glauben, Sitten... Kriegen... Alles auffs... kürtzeste beschrieben durch... Johann Petersen. — Lübeck: gedruckt bey Laurentz Albrecht, 1599. — [18] ff., clxxvii, [1] pp.
- Johann Petersens Chronica oder Zeitbuch der Lande zu Holstein, Stormarn, Ditmarschen und Wagrien. Für unsere Zeit lesbar gemacht von Ernst Christian Kruse. — Altona: Hammerich, 1827.